# Calosoma wilkesi
Calosoma wilkesi är en skalbaggsart som beskrevs av Leconte 1851. Calosoma wilkesi ingår i släktet Calosoma och familjen jordlöpare. Inga underarter finns listade i Catalogue of Life.